# École générale de management
L'École générale de management (hongrois : Általános Vállalkozási Főiskola, AVF) est une école supérieure hongroise située à Budapest et fondée en 1995. Elle est créée à l'initiative de la Fondation du Centre de conférences et de l'Université libre de Villányi út.